# Lissodendoryx foliata
Lissodendoryx foliata är en svampdjursart som först beskrevs av Robert Fredric Fredrik Fristedt 1887.  Lissodendoryx foliata ingår i släktet Lissodendoryx och familjen Coelosphaeridae.
Artens utbredningsområde är Norra Ishavet. Inga underarter finns listade i Catalogue of Life.